# 薩克森-邁寧根的路易絲
薩克森-邁寧根的路易絲（德語：Luise von Sachsen-Meiningen，1752年8月6日—1805年6月3日），薩克森-邁寧根公爵安東·烏爾里希的女兒，母親是黑森-菲利普斯塔爾的夏洛特·阿瑪莉埃。

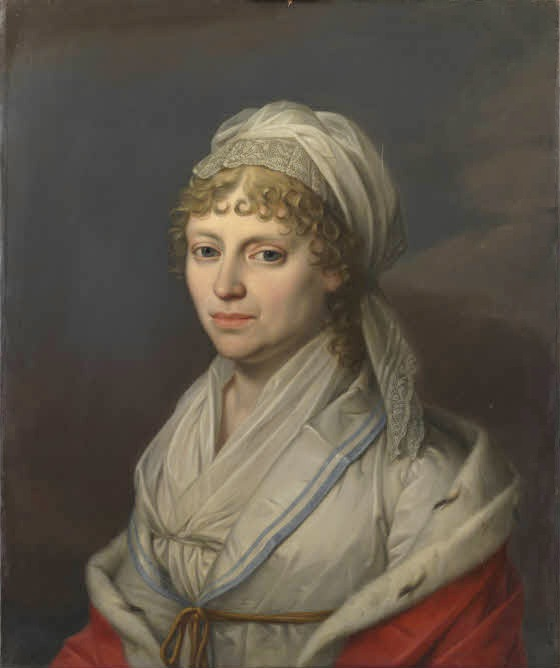

## 家庭
1781年，路易絲與黑森-菲利普斯塔爾-巴赫菲爾德伯爵阿道夫結婚，兩人共有三個兒子：
1. 卡爾（1784年—1854年）
2. 威廉（1786年—1834年）
3. 恩斯特（英语：Prince Ernest Frederick of Hesse-Philippsthal-Barchfeld）（1789年—1850年）